# 深圳经济特区房地产（集团）
深圳经济特区房地产（集团）股份有限公司（深交所：000029/200029，简称：深深房A/深深房B）是中国一家从事房地产开发及商品房销售、物业租赁及管理、建筑装饰安装、商品零售及贸易、酒店及餐饮服务的上市公司。公司总股本101,166万股(2018年)。
总部位于深圳市人民南路3005号深房广场47楼，法人代表为周建国。
目前的大股東為深圳市投资控股（深圳国资委旗下公司），佔63.55%。但中國大陸境外上市的中國房地產公司中國恆大集團，計劃借殼深深房，將子公司恆大地產回歸A股市場，目前仍在計劃中。恆大集團曾經計劃收購万科，但於2017年將手持股份轉讓予深圳国资委旗下的深圳市地铁集团。
2020年9月，网上流传恒大恳请广东省政府批准借壳深深房的消息。

## 历史
深圳特区房地产公司是中国大陆自1978年改革开放以来成立的第一家房地产经营企业，由深圳市首任房管局副局长骆锦星成立于1980年1月8日，公司资本最初仅有5万元，员工仅5人。公司成立3个月后，中央政府开始推行住宅商品化政策。1987年12月1日，深圳举行了中国大陆第一场土地使用权拍卖，深房则525万元拿下8000多平方米、使用年限50年的住宅土地使用权。一年后，人大修改宪法，增加了“土地使用权可以依照法律的规定转让”的规定，由此拉开了国有土地使用制度改革的序幕。
深房与港资开发的第一个楼盘——东湖丽苑在1980年开售，1984年竣工，是中国大陆第一批商品房，主要面向香港和海外客户。1981年为解决东湖丽苑的物业管理问题，深圳市政府取经香港，建立了配套的深圳物业管理公司。